# William Zabka
William Michael Zabka, detto Billy (New York, 20 ottobre 1965), è un attore, sceneggiatore, produttore cinematografico e regista statunitense originario di una comunità ebraica in Repubblica Ceca.
È stato candidato all'Oscar nel 2004 come co-scrittore e produttore del film Most. Zabka è conosciuto soprattutto per i suoi ruoli di cattivo nei film degli anni 80 nonché per il personaggio di Johnny Lawrence nel film Per vincere domani - The Karate Kid (1984), ripreso trent'anni dopo nella serie Cobra Kai.

## Biografia

### Origini
William Zabka è nato a New York da Nancy e Stanley Zabka. Il padre aveva già lavorato come direttore di produzione in diversi film, tra cui Vendetta ad Hong Kong, di Chuck Norris. William è cresciuto con due fratelli, la sorella Judy e il fratello Guy; entrambi i fratelli condividono la passione per la scrittura e la musica, e insieme gestiscono la Big Island Music Incorporated.

### Carriera
Zabka divenne già famoso nel suo primo film, del 1984, Per vincere domani - The Karate Kid, nel ruolo di Johnny Lawrence, antagonista principale del protagonista interpretato da Ralph Macchio. La partecipazione nel film ispirò Zabka ad imparare le arti marziali del taekwondo I.T.F. di cui è cintura nera 3º dan.
Durante gli anni 80, Zabka ha continuato a svolgere ruoli anche in film comici e nella serie televisiva Un giustiziere a New York.
Negli anni 90 e 2000, Zabka ha recitato in produzioni indipendenti, mentre studiava per diventare regista. In questo periodo è stato protagonista di Shootfighter - Scontro mortale e Shootfighter 2 - Lo scontro finale. Tra il 2013 e il 2014 ha preso parte come personaggio ricorrente, nel ruolo di sé stesso, alle due stagioni finali della sitcom How I Met Your Mother.
Nel 2018 è tornato a interpretare Johnny Lawrence nella serie sequel di "Karate Kid", Cobra Kai di YouTube Red, ceduta poi nel 2020 a Netflix.

## Filmografia

### Cinema
- Per vincere domani - The Karate Kid, regia di John G. Avildsen (1984)
- Ma guarda un po' 'sti americani!, regia di Amy Heckerling (1985)
- Un ragazzo come gli altri (Just One of the Guys), regia di Lisa Gottlieb (1985)
- A scuola con papà, regia di Alan Metter (1986)
- Karate Kid II - La storia continua..., regia di John G. Avildsen (1986)
- Tigre reale (A Tiger's Tale), regia di Peter Douglas (1988)
- For Parents Only, regia di Bill Shepherd (1991)
- Shootfighter - Scontro mortale, regia di Patrick Allen (1993)
- Terrore in alto mare, regia di Camilo Vila (1994)
- Il segreto del mio potere, regia di Art Camacho (1995)
- Shootfighter 2 - Lo scontro finale (Shootfighter II), regia di Paul Ziller (1996)
- High Voltage, regia di Isaac Florentine (1997)
- Interceptors, regia di Phillip J. Roth (1999)
- Falcon Down, regia di Phillip J. Roth (2000)
- Fuoco sulla città, regia di Jim Wynorski (2001)
- Progetto Mindstorm, regia di Richard Pepin (2001)
- Gioco nella tempesta, regia di Jim Wynorski (2002)
- Hyper Sonic, regia di Phillip J. Roth (2002)
- Landspeed - Massima velocità, regia di Christian McIntire (2002)
- Dark Descent, regia di Daniel Knauf (2002)
- Antibody, regia di Christian McIntire (2002)
- Most, regia di Bobby Garabedian (2003)
- Roomies, regia di Oliver Robins (2004)
- Smiley Face, regia di Gregg Araki (2007)
- Cake: A Wedding Story, regia di Will Wallace (2007)
- Starting from Scratch, regia di Tha Voyce (2007)
- Un tuffo nel passato, regia di Steve Pink (2010)
- Mean Parents Suck, regia di William Shepherd (2010)
- Un'estate da cani - Il ritorno di Zeus, regia di Sean Olson (2015)
- The Man in the Silo, regia di Phil Donlon (2016)
- Karate Kid: Legends, regia di Jonathan Entwistle (2025) - cameo

### Televisione
- Ralph supermaxieroe (The Greatest American Hero) - serie TV, 1 episodio (1983)
- La piccola grande Nell serie tv, 1 episodio (1984)
- CBS Schoolbreak Special serie tv, 1 episodio (1984)
- P/S - Pronto soccorso (E/R) – serie TV, 1 episodio (1984-1985)
- Un giustiziere a New York (The Equalizer) – serie TV, 12 episodi (1985-1989)
- To the Ends of Time  – film TV (1996)
- Epoch  – film TV (2001)
- Python - Spirali di paura  – film TV (2000)
- Python 2  – film TV (2002)
- Robot Chicken - serie tv (2013)
- How I Met Your Mother – serie TV, 7 episodi (2013-2014)
- Psych – serie TV, episodio 8x09 (2014)
- Gortimer Gibbon's Life on Normal Street – serie TV (2015)
- Cobra Kai - serie TV, 65 episodi (2018–2025)

## Doppiatori italiani
Nelle versioni in italiano delle opere in cui ha recitato, William Zabka è stato doppiato da:
- Roberto Chevalier in The Karate Kid - Per vincere domani, Karate Kid II - La storia continua..., Karate Kid: Legends
- Sandro Acerbo in Ma guarda un po' 'sti americani
- Alessandro Spadorcia in Un tuffo nel passato
- Oreste Baldini in Un giustiziere a New York
- Vittorio Guerrieri in Python - Spirali di paura
- Riccardo Rossi in Shootfighter 2 - Lo scontro finale
- Davide Fumagalli in How I Met Your Mother
- Stefano Valli in Psych
- Valerio Amoruso in Cobra Kai

## Riconoscimenti
- Premio Oscar
  - 2004 – Candidatura al Miglior cortometraggio per Most

- Young Artist Awards
  - 1984 – Candidatura per il miglior attore emergente in film per Per vincere domani - The Karate Kid